# Serie A (Italia) 1970-71
La Serie A 1970–71 fue la 69.ª edición del campeonato de fútbol de más alto nivel en Italia y la 39.ª bajo el formato de grupo único. Inter ganó su 11° scudetto.

## Equipos participantes
| Equipo         | Ciudad    | Estadio               |
| -------------- | --------- | --------------------- |
| Bologna        | Bolonia   | Comunale de Bolonia   |
| Cagliari       | Cagliari  | Sant'Elia             |
| Catania        | Catania   | Cibali                |
| Fiorentina     | Florencia | Comunale de Florencia |
| Foggia         | Foggia    | Pino Zaccheria        |
| Internazionale | Milán     | San Siro              |
| Juventus       | Turín     | Comunale de Turín     |
| Lazio          | Roma      | Olímpico de Roma      |
| Milan          | Milán     | San Siro              |
| Napoli         | Nápoles   | San Paolo             |
| Roma           | Roma      | Olímpico de Roma      |
| Sampdoria      | Génova    | Luigi Ferraris        |
| Torino         | Turín     | Comunale de Turín     |
| Varese         | Varese    | Franco Ossola         |
| Verona         | Verona    | Marcantonio Bentegodi |
| Vicenza        | Vicenza   | Romeo Menti           |

## Clasificación
| Pos. | Equipo             | Pts. | PJ | G  | E  | P  | GF | GC | Dif. | Clasificación                                |
| ---- | ------------------ | ---- | -- | -- | -- | -- | -- | -- | ---- | -------------------------------------------- |
| 1    | Internazionale (C) | 46   | 30 | 19 | 8  | 3  | 50 | 26 | +24  | Clasificado a la Copa de Campeones de Europa |
| 2    | Milan              | 42   | 30 | 15 | 12 | 3  | 54 | 26 | +28  | Clasificado a la Copa de la UEFA             |
| 3    | Napoli             | 39   | 30 | 15 | 9  | 6  | 33 | 19 | +14  | Clasificado a la Copa de la UEFA             |
| 4    | Juventus           | 35   | 30 | 11 | 13 | 6  | 41 | 30 | +11  | Clasificado a la Copa de la UEFA             |
| 5    | Bologna            | 34   | 30 | 10 | 14 | 6  | 30 | 24 | +6   | Clasificado a la Copa de la UEFA             |
| 6    | Roma               | 32   | 40 | 7  | 18 | 15 | 32 | 25 | +7   |                                              |
| 7    | Cagliari           | 30   | 30 | 8  | 14 | 8  | 33 | 35 | −2   |                                              |
| 8    | Torino             | 26   | 30 | 6  | 14 | 10 | 27 | 30 | −3   | Clasificado a la Recopa de Europa            |
| 9    | Varese             | 26   | 30 | 5  | 16 | 9  | 29 | 33 | −4   |                                              |
| 10   | Vicenza            | 26   | 30 | 6  | 14 | 10 | 23 | 31 | −8   |                                              |
| 11   | Verona             | 26   | 30 | 7  | 12 | 11 | 23 | 35 | −12  |                                              |
| 12   | Sampdoria          | 25   | 30 | 6  | 13 | 11 | 30 | 34 | −4   |                                              |
| 13   | Fiorentina         | 25   | 30 | 3  | 19 | 8  | 26 | 32 | −6   |                                              |
| 14   | Foggia (D)         | 25   | 30 | 6  | 13 | 11 | 28 | 43 | −15  | Descenso a Serie B                           |
| 15   | Lazio (D)          | 22   | 30 | 5  | 12 | 13 | 28 | 43 | −15  | Descenso a Serie B                           |
| 16   | Catania (D)        | 21   | 30 | 5  | 11 | 14 | 28 | 39 | −11  | Descenso a Serie B                           |

 Fuente: BDFutbol
|                |
| Campeón        |
| Inter de Milán |
| 11º título     |

## Resultados
| Local \ Visitante | BOL | CAG | CAT | FIO | FOG | INT | JUV | LAZ | MIL | NAP | ROM | SAM | TOR | VAR | VER | VIC |
| ----------------- | --- | --- | --- | --- | --- | --- | --- | --- | --- | --- | --- | --- | --- | --- | --- | --- |
| Bologna           | —   | 0–0 | 2–0 | 0–0 | 1–2 | 2–2 | 1–0 | 2–0 | 3–2 | 1–0 | 0–0 | 1–1 | 1–0 | 1–0 | 2–2 | 3–0 |
| Cagliari          | 2–1 | —   | 1–1 | 2–0 | 1–1 | 0–0 | 1–1 | 2–1 | 0–4 | 1–1 | 0–1 | 2–1 | 0–0 | 1–1 | 4–1 | 1–1 |
| Catania           | 0–0 | 1–1 | —   | 0–0 | 2–0 | 0–1 | 0–1 | 3–1 | 0–0 | 1–0 | 1–2 | 1–3 | 1–0 | 0–0 | 0–1 | 1–1 |
| Fiorentina        | 1–2 | 1–2 | 1–1 | —   | 3–0 | 2–2 | 1–2 | 1–1 | 2–5 | 0–1 | 2–2 | 0–0 | 1–1 | 1–1 | 1–1 | 0–0 |
| Foggia            | 1–1 | 0–0 | 1–0 | 1–1 | —   | 1–1 | 0–0 | 5–2 | 1–1 | 0–3 | 1–0 | 2–2 | 1–0 | 2–2 | 3–0 | 1–1 |
| Internazionale    | 1–0 | 1–3 | 3–2 | 2–1 | 5–0 | —   | 2–0 | 1–1 | 2–0 | 2–1 | 0–0 | 3–1 | 2–0 | 3–2 | 1–0 | 2–1 |
| Juventus          | 0–0 | 2–1 | 5–0 | 1–1 | 2–1 | 1–1 | —   | 3–1 | 0–2 | 4–1 | 2–0 | 3–1 | 3–3 | 2–2 | 2–1 | 2–1 |
| Lazio             | 2–2 | 2–4 | 1–0 | 0–0 | 2–1 | 0–1 | 2–2 | —   | 0–1 | 0–0 | 1–1 | 1–0 | 1–0 | 0–0 | 1–1 | 0–1 |
| Milan             | 2–1 | 3–1 | 4–0 | 1–0 | 2–0 | 3–0 | 1–1 | 1–1 | —   | 1–1 | 2–2 | 3–1 | 1–0 | 1–2 | 1–1 | 3–1 |
| Napoli            | 3–0 | 1–0 | 1–0 | 0–0 | 0–0 | 2–1 | 1–0 | 2–0 | 0–2 | —   | 1–2 | 0–0 | 2–0 | 1–0 | 2–0 | 1–0 |
| Roma              | 1–1 | 0–0 | 5–0 | 0–1 | 3–1 | 0–0 | 0–0 | 2–2 | 1–1 | 2–2 | —   | 0–0 | 1–1 | 3–0 | 0–0 | 4–1 |
| Sampdoria         | 1–2 | 0–0 | 2–0 | 2–2 | 2–0 | 0–2 | 2–0 | 2–3 | 1–1 | 0–1 | 0–0 | —   | 0–0 | 2–1 | 3–0 | 1–2 |
| Torino            | 1–0 | 2–1 | 1–1 | 1–1 | 1–1 | 0–2 | 2–1 | 1–1 | 1–1 | 1–1 | 4–0 | 0–0 | —   | 3–1 | 1–0 | 2–3 |
| Varese            | 0–0 | 4–1 | 0–1 | 0–0 | 3–0 | 1–3 | 0–0 | 2–1 | 1–1 | 1–1 | 0–0 | 1–1 | 0–0 | —   | 2–0 | 0–0 |
| Verona            | 0–0 | 2–0 | 1–1 | 1–1 | 1–1 | 1–2 | 0–0 | 1–0 | 1–3 | 0–2 | 1–0 | 3–1 | 1–0 | 1–1 | —   | 1–0 |
| Vicenza           | 0–0 | 1–1 | 0–0 | 0–1 | 1–0 | 1–2 | 1–1 | 1–0 | 1–1 | 0–1 | 0–0 | 0–0 | 1–1 | 3–1 | 0–0 | —   |